# タウンシップ制
タウンシップ制（英語：township）は、いくつかの国で使用されている植民区画制度の名称である。国によって制度が異なるが、よく知られているのはアメリカ合衆国の西部開拓時代に施行された土地区画制度である。他にも、カナダ、オーストラリアなどでも同様の制度の名称として使用された。

## 各国のタウンシップ

### アメリカ合衆国
アメリカ合衆国の西部開拓時代に施行された土地区画制度。公有地分割制度とも呼ばれた。1862年のホームステッド法によって、入植者が5年間そこに住み続けると、約800メートル四方もの土地が供与されることになった。この制度は入植者による公有地の開墾を促すこととなった。

### カナダ
カナダでは2種類のタウンシップがある。東部カナダでは行政区分の一つとして使用され、フランス語地域ではカントン（canton）と訳される。プリンスエドワードアイランド州では国勢調査区分用の地域名として使用されている。西部カナダでは、公有地分割調査のためにのみ使用され、行政区分には使用されない。そのタウンシップは1辺6マイル（36平方マイル、約93.24km²）。

## その他
タウンシップ制度は日本の屯田兵村のモデルともなった。